# Trema cubensis
Trema cubensis är en hampväxtart som beskrevs av Ignatz Urban. Trema cubensis ingår i släktet Trema och familjen hampväxter. Inga underarter finns listade i Catalogue of Life.